# Jean-Marc Ferreri
Jean-Marc Ferreri (* 26. Dezember 1962 in Charlieu) ist ein ehemaliger französischer Fußballspieler.

## Spielerkarriere
Ferreri begann seine Karriere 1978 beim AJ Auxerre. Insgesamt blieb er acht Jahre in Auxerre. 1986 kam er zu Girondins Bordeaux. In seiner ersten Saison in der Weinstadt gewann er bereits das französische Double. Im Europapokal der Landesmeister 1987/88 wurde Ferreri sogar Torschützenkönig. 1991 kehrte er für ein Jahr zu AJ Auxerre zurück, ehe er 1992 für ein Jahr zu Olympique Marseille wechselte. In diesem Jahr gewann er die UEFA Champions League, jedoch nahm Ferreri nicht am Finale teil. In Marseille konnte er auch seinen zweiten Meistertitel feiern. Von 1993 bis 1994 war er bei FC Martigues unter Vertrag. 1994 kehrte er zu Olympique zurück und blieb bis 1996. In der Saison 1996/97 spielte er bei Sporting Toulon. 1997 wagte er einen einjährigen Abstecher in die Schweiz und unterschrieb beim FC Zürich. Im Jahr 1998 ließ er seine Karriere für ein halbes Jahr auf der französischen Überseeinsel Réunion bei Saint-Denis Saint-Leu in der Drittklassigkeit ausklingen.
Ferreri spielte 37 Mal für die französische Auswahl und erzielte drei Tore. Er nahm an der Europameisterschaft 1984 im eigenen Land teil. Die Franzosen wurden Europameister. Weiters nahm er an der Weltmeisterschaft 1986 in Mexiko teil, wo das Team Dritter wurde.

## Erfolge

### Vereins- und individuelle Erfolge
- 2× Französischer Meister: 1986/87 und 1993[1]
- 2× Französischer Zweitligameister: 1979/80 und 1994/95
- 1× Sieger der Coupe Gambardella: 1982
- 1× Alpenpokalsieger: 1985
- 1× Französischer Fußballpokalsieger: 1986/87
- 1× Französischer Fußball-Supercupsieger: 1986
- 1× UEFA-Champions-League-Sieger: 1992/93
- 1× Torschützenkönig des Europapokals der Landesmeister: 1987/88 (4 Tore)

### Nationalmannschaftserfolge
- Europameister: 1984
- Dritter Platz bei der WM 1986

## Leben nach der Zeit als Spieler
Nach seinem Karriereende hat er als Repräsentant des italienischen Sportartikelherstellers Acerbis gearbeitet und ist dem französischen Fußball insbesondere als Kommentator einer inzwischen dreistelligen Zahl von Live-Spielen bei mehreren Fernsehsendern (TF1, Eurosport, M6 und W9) erhalten geblieben. Zudem bekleidet Ferreri, der ein Haus in Sanary-sur-Mer besitzt, seit 2014 bei seinem ehemaligen Verein Sporting Toulon die Position des Marketingdirektors.